# Natunaornis gigoura
Espèce
Natunaornis gigoura est une espèce fossile de grands oiseaux incapables de voler de la famille des columbidés et probablement éteint à l'Holocène. Des restes subfossiles trouvés sur l'île de Viti Levu (Fidji) qui ont permis sa description en 2001.

## Taxonomie
L'espèce Natunaornis gigoura est décrite pour la première fois par Trevor Henry Worthy (d) dans le Journal of The Royal Society of New Zealand et publiée en 2001. Il appartient au genre monotypique Natunaornis. Le nom de ce genre fait référence à Natuna, qui était le chef de la tribu Volivoli dans les îles Fidji. La deuxième partie du nom, le nom spécifique, gigoura, fait référence au genre Goura auquel Natunaornis ressemblait probablement. Des paratypes ont également été collectés dans différentes grottes dont la grotte Wainibuku, la grotte Volivoli et Qara-ni-vokai.
Le nom valide complet (avec auteur) de ce taxon est Natunaornis gigoura Worthy, 2001.

### Description de l'holotype
L'holotype de l'espèce est le tarsométatarse gauche, trouvé dans la vallée de Sigatoka dans la grotte d'Udit dans des sédiments du Quaternaire pas encore durcis. Bien conservé, l'os n'est pas encore minéralisé et surface est claire, plus foncée par endroits. Complet à l'exception du bloc TII (fragments osseux manquants à l'intérieur), de la partie médiane en décomposition du bloc TIII et de l'extrémité de l'os entier plus près du corps. La longueur totale de l'os est de 121 mm ; la largeur à son point le plus étroit est de 13,4 mm.

## Morphologie
D'après la taille de l'éboulis, N. gigoura était légèrement plus petit que le dodo (Raphus cucullatus) et le Dronte de Rodrigues (Pezophaps solitaria ). Il était plus gros que n'importe quelle espèce de pigeon vivant. En raison du carpometacarpus apparemment court par rapport aux pattes, le rapport aile/patte trop petit (et donc l'ensemble du corps) était probablement responsable de l'incapacité de voler de cette espèce.